# Wysoka (gromada w powiecie działdowskim)
Wysoka (od 1 I 1958 Działdowo) – dawna gromada, czyli najmniejsza jednostka podziału terytorialnego Polskiej Rzeczypospolitej Ludowej w latach 1954–1972.
Gromady, z gromadzkimi radami narodowymi (GRN) jako organami władzy najniższego stopnia na wsi, funkcjonowały od reformy reorganizującej administrację wiejską przeprowadzonej jesienią 1954 do momentu ich zniesienia z dniem 1 stycznia 1973, tym samym wypierając organizację gminną w latach 1954–1972.
Gromadę Wysoka z siedzibą GRN w Wysokiej utworzono – jako jedną z 8759 gromad na obszarze Polski – w powiecie działdowskim w woj. olsztyńskim na mocy uchwały nr 12 WRN w Olsztynie z dnia 4 października 1954. W skład jednostki weszły obszary dotychczasowych gromad Wysoka, Księżydwór i Pierławki ze zniesionej gminy Działdowo oraz obszar dotychczasowej gromady Gródki ze zniesionej gminy Płośnica w tymże powiecie. Dla gromady ustalono 18 członków gromadzkiej rady narodowej.
1 stycznia 1958 z gromady Wysoka wyłączono wieś Gródki, włączając ją do gromady Płośnica w tymże powiecie, po czym gromadę Wysoka zniesiono przez przeniesienie siedziby GRN z Wysokiej do miasta Działdowa i zmianę nazwy jednostki na gromada Działdowo.